# 中所镇
中所镇（羅馬化：yiep chap），是中华人民共和国四川省凉山彝族自治州越西县下辖的一个乡镇级行政单位。2021年1月12日，撤销丁山乡，将其所属行政区域划归中所镇管辖。

## 行政区划
中所镇下辖以下地区：
中所镇社区、和平村、陶家营村、上街村、顺利村、龙泉村、下街村、民强村、泸林村、泸埝村、泸花村、泸围村和五里牌村。